# Batman: A Death in the Family
A Death in the Family (с англ. — «Смерть в семье») — сюжетная арка комиксов о Бэтмене, которая издавалась в 1988 году. За сценарий отвечал Джим Старлин.
Чтобы решить судьбу Робина, компания DC Comics провела телефонное голосование.

## Синопсис
Джокер избивает ломом Джейсона Тодда на складе. Когда он уходит, активируется бомба замедленного действия. Робин закрывает её своим телом, чтобы взрыв не задел его биологическую мать Шейлу Хейвуд. Бэтмен прибывает слишком поздно и не успевает спасти Джейсона.

## Критика и наследие
Хилари Гольдштейн из IGN отмечал, что «за последние 20 лет для DC не было более значимого момента в комиксах, чем лебединая песня из четырёх выпусков про Джейсона Тодда». Смерть Тодда разделила фанатов в то время. Многие читатели ликовали, некоторые надеялись, что это означает, что Грейсон снова может стать Робином. Другие сетовали на кровожадность читателей комиксов.
Элементы из сюжетной арки были включены в мультфильм «Бэтмен: Под красным колпаком» (2010). В его продолжении под названием «Бэтмен: Смерть в семье» (2020) была интерактивная система, позволяющая зрителям решать, будет ли жить Тодд или умрёт, что приводит к различным сценариям, в которых он становится либо Красным колпаком, либо Хашом, либо Красным Робином.